# Bomba

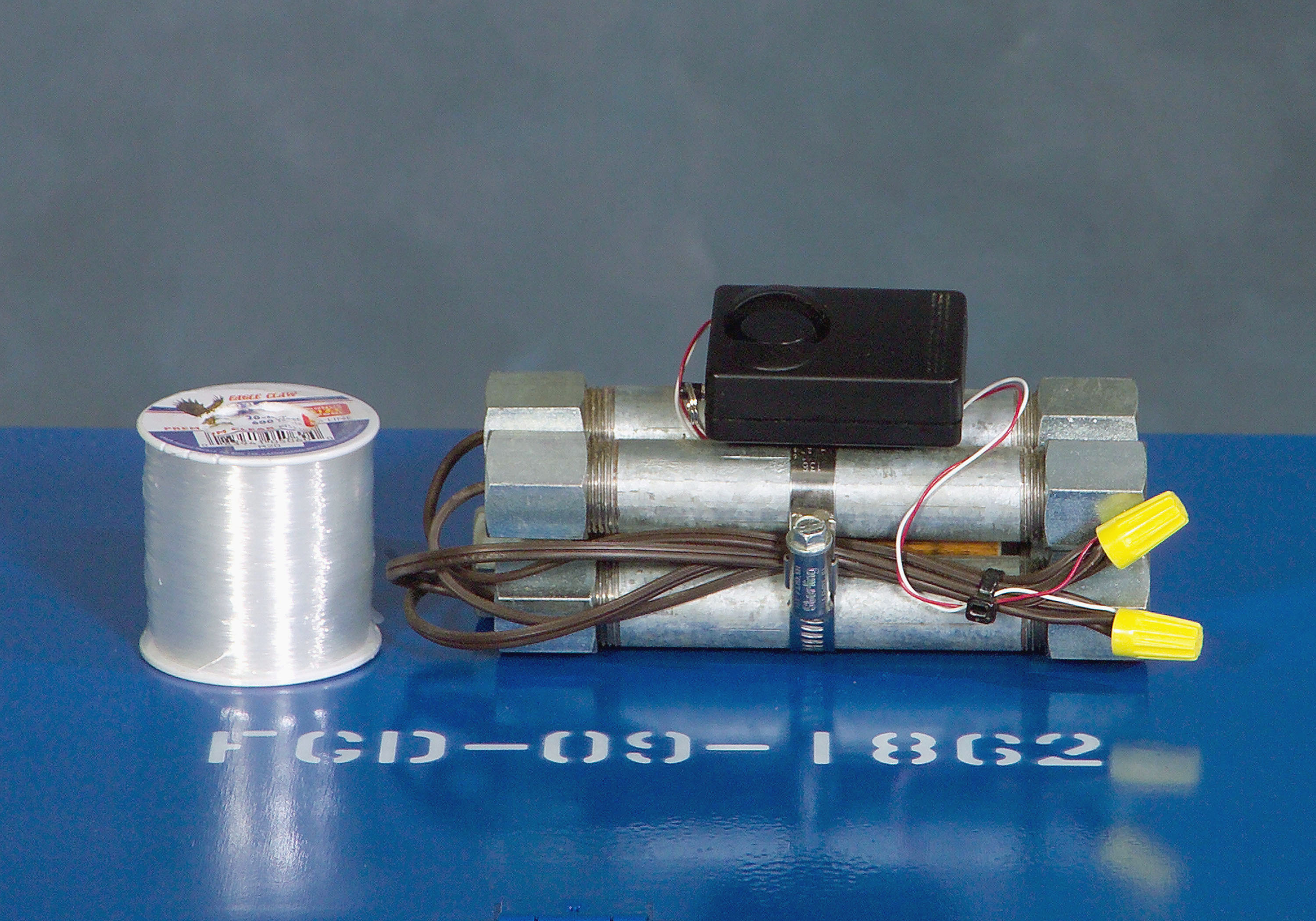
Réplica de uma bomba com 3 canos

Uma bomba é um dispositivo bélico, geralmente algum tipo de invólucro com material explosivo em seu interior, projetado para causar destruição quando ativado. A explosão da bomba pode ser controlada, geralmente por um relógio, um controle remoto ou algum tipo de sensor, geralmente de pressão (altitude), radar ou contato. A palavra vem do grego βόμβος (bombos), um termo onomatopeico com um significado semelhante a "bum" em português.

## Tipos de bombas
- Artefato explosivo improvisado
- Bomba de hidrogénio
- Bomba atómica
- Bomba guiada por laser
- Bomba de Nêutrons
- Bomba Termobárica
- Bomba de Fragmentação